# 海神社 (神戸市)
海神社（わたつみじんじゃ）は、兵庫県神戸市垂水区宮本町にある神社。式内社 (名神大社)で、旧社格は官幣中社。現在は神社本庁の別表神社。伊和神社・粒坐天照神社とともに播磨三大社とされる。

## 概要
宗教法人法による届け出では「わたつみじんじゃ」とされているが、「かいじんじゃ」ともいう読みも地元住民や氏子を含め広く知られている。古くは、あまじんじゃ・たるみじんじゃ、日向大明神、衣財田大明神。「ワタツミ」の読みは本居宣長の説に基づき明治4年（1871年）に採用したものである。『播磨国官幣中社海神社史』では「古例の通りアマもしくはタルミと読むべきである」としている。「タルミ」の読みは、祭神の本来の名称が垂水神であったことによるものである。「アマ」は、当社が海直（あまのあたい）の氏神であったことによる。

## 祭神
海神三座として以下の3柱を主祭神とし、大日孁貴尊を配祀する。
- 上津綿津見神（うわつわたつみのかみ）：海上＝航海の神
- 中津綿津見神（なかつわたつみのかみ）：海中＝魚（漁業）の神
- 底津綿津見神（そこつわたつみのかみ）：海底＝海藻、塩の神

## 歴史
社伝によると、神功皇后が三韓征伐からの帰途、当地の海上で暴風雨が起こって船が進めなくなったため、皇后が綿津見三神を祀ると暴風雨が治まり、その縁でこの地に綿津見三神を祀る社殿を建てたのが始まりという。
『日本書紀』に記される広田神社・生田神社・長田神社・住吉大社創建の記述とほぼ同様であるが、『日本書紀』の当該箇所に海神社に関する記述はない。
文献に現れる最も古い記述は、大同元年（806年）の『新抄格勅符抄』にある播磨明石垂水神に神封戸10戸を寄進するという記述。
当所は海上交通の要地であることから、古くから海上鎮護の神として崇敬を受けた。
『延喜式神名帳』では「播磨国明石郡 海神社三座」と記載され、名神大社に列している。
中世以降、戦乱等のために社勢が衰えるが、天正11年（1587年）に豊臣秀吉が祈祷料として垂水郷山内の山林を寄進、江戸時代にも歴代明石藩主が篤く崇敬し、毎年2月に参拝するのを通例としていた。
江戸時代の初頭より「日向大明神」と呼ばれていたが、明治4年（1871年）に国幣中社に列格した際に「海神社」に復称した。明治30年（1897年）に官幣中社に昇格した。
高度成長期前までは大鳥居周辺は砂浜であり、文字通り「海の神社」であったが、1960年以降埋め立てが行われて、大鳥居の前面は道路や漁港となった。

## 祭祀

### えびす祭
西宮神社と同じくえびすは海の神でもあるため毎年1月10日の前後の3日間行われる。

## その他
平成18年（2006年）まで、毎年7月に行われる夏祭りで奉納花火大会が開催されていたが、翌年以降夏祭りはこれまで通り開催されるものの奉納花火大会は開催されなくなった。平成13年（2001年）に起きた明石花火大会歩道橋事故が少なからず影響している。

## 関連図書
- 安津素彦・梅田義彦編集兼監修者『神道辞典』神社新報社、1968年、65頁
- 白井永二・土岐昌訓編集『神社辞典』東京堂出版、1979年、359頁

## 外部リンク

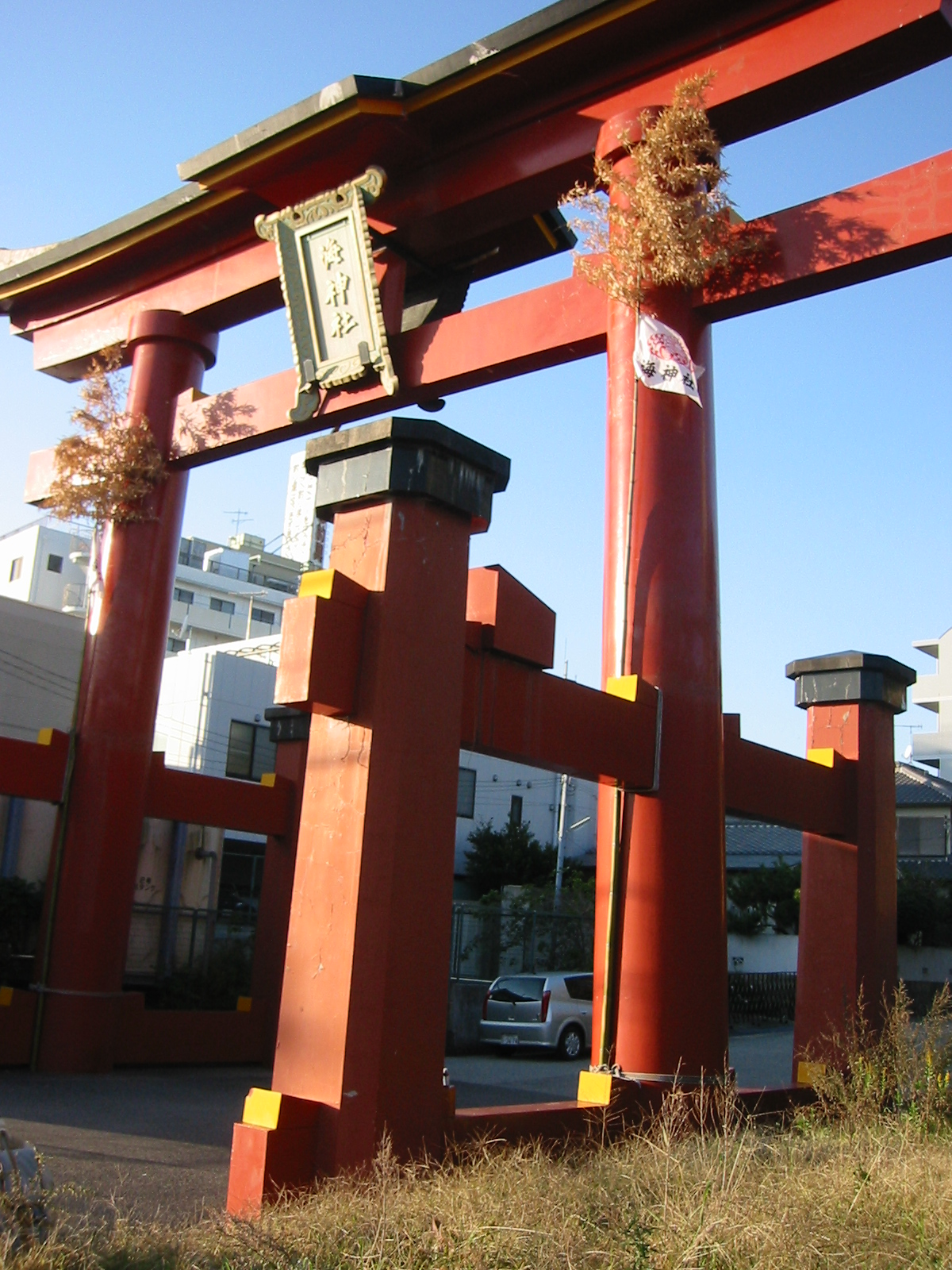
大鳥居
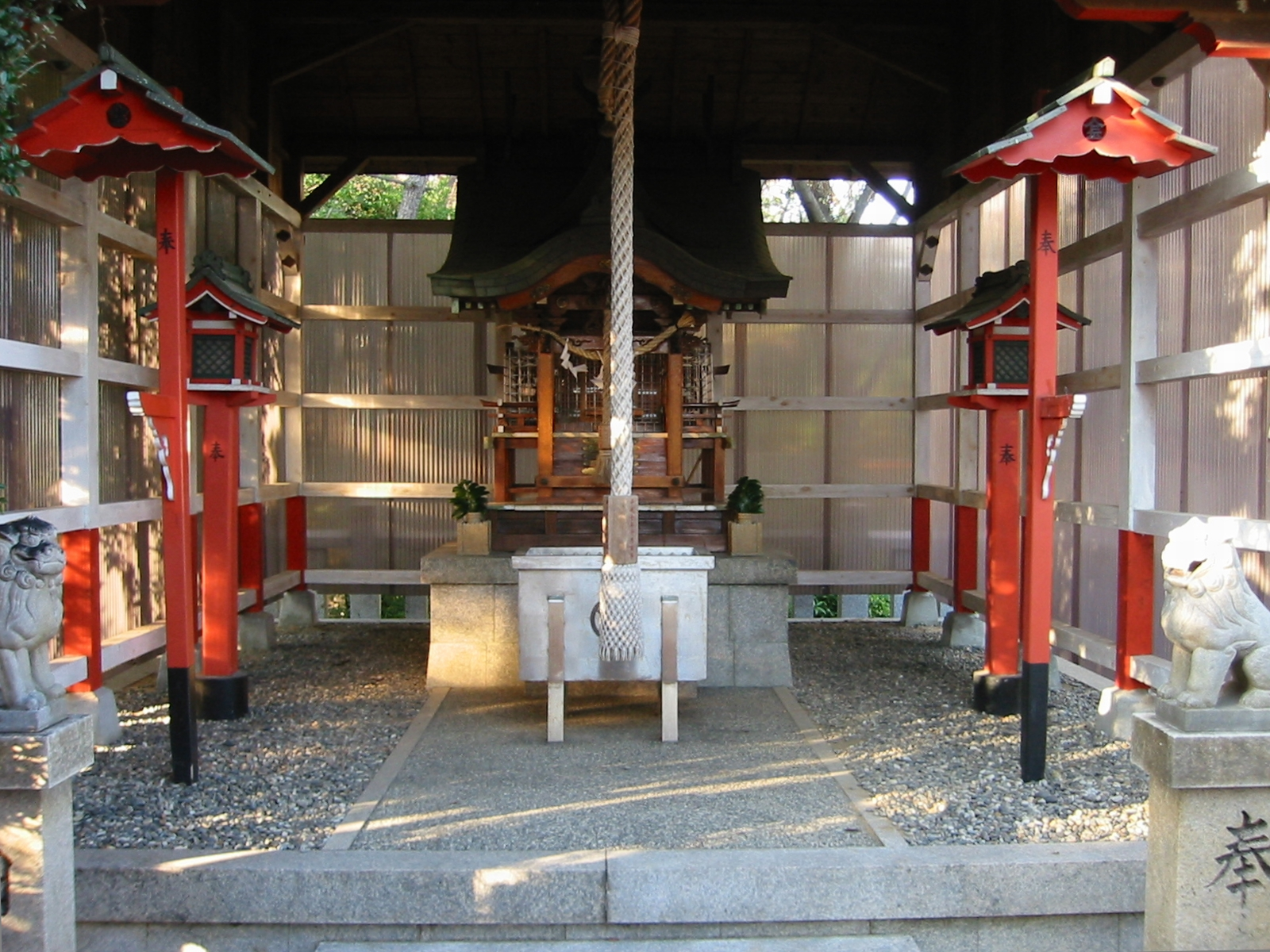
海神社　寳ノ海神